# Albert Viksten
Isak Albert Viksten, född 8 april 1889 i Vojen i Graninge socken i Västernorrlands län, död 23 juni 1969 i Färila i Gävleborgs län, var en svensk författare.

## Biografi
Albert Viksten föddes i Graninge socken i Ångermanland. Hans far var skomakare och arrendator. Han arbetade som skogs- och järnvägsarbetare och sjöman innan han efter att 1912–1913 ha genomgått en kurs vid Hola folkhögskola blev journalist i Nya Norrland och Norrskensflamman. I Nya Norrland fungerade han även som ansvarig utgivare, och ådrog sig flera gånger böter för brott mot tryckfrihetsförordningen. 1919-1920 begav han sig på en resa till Norra Ishavet för att undvika fängelsestraff i ett tryckfrihetsmål han var inblandad i. Efter återkomsten 1920 kom han att efter förfrågan att föreläsa om sina erfarenheter från resan. Föreläsningen blev början på en aktivitet som föreläsare inom Folkbildningförbundet, en aktivitet han fortsatte med in på 1950-talet. Vännen Ivar Lo-Johansson kom att utnämna honom till Sveriges bästa historieberättare. Samtidigt upphörde han nästan helt med sin journalistiska verksamhet, även om han kvarstod som ansvarig utgivare för Nya Norrland ända fram till 1926.
År 1924 gifte han sig med Lisa Brolin, och paret bosatte sig i Färila i Hälsingland. Familjen köpte 1939 ett torp vid sjön Ängratörn medelst en penninggåva som överlämnades på Albert Vikstens 50‐årsdag av flera av Sveriges främsta författare och konstnärer. Viksten tillbringade en stor del av sina sista tre decennier vid Ängratörn, som blev en mötesplats för kulturpersonligheter som Vilhelm Moberg, Ivar Lo-Johansson, Gustav Hedenvind-Eriksson och Rune Sigvard. Albert Viksten var far till Hans Viksten och Sven Viksten.

## Verk
Vikstens böcker brukar inräknas bland arbetarlitteraturen. Han har även skrivit landskapssången Ångermanlandssången. Han skrev romaner om män i hård Norrlands- eller ishavsmiljö. Han skrev också om djur och natur med sakkunskap och sympati. Han var också en tidig miljödebattör med Tankar vid en dödsdömd sjö och Nybyggare i Barbarskogen. Andra kända böcker av Albert Viksten är Eld och bröd, Bäverbäcken och Pälsjägarnas Paradis. I boken Mitt paradis sammanfattar Viksten sina tankar om sitt liv vid Ängratörn och om nödvändigheten av naturupplevelser för ett meningsfullt liv.

## Filmmanus
- 1930 – Ropet från de två polerna
- 1932 – Kronans rallare
- 1934 – Marodörer
- 1946 – Ådalarnas län
- 1951 – Sveriges gröna tröja

## Priser och utmärkelser
- 1949 – Hedersledamot vid Norrlands nation
- 1958 – Landsbygdens författarstipendium
- 1964 – Boklotteriets stipendiat
- 1969 – De Nios Stora Pris

### Bildgalleri

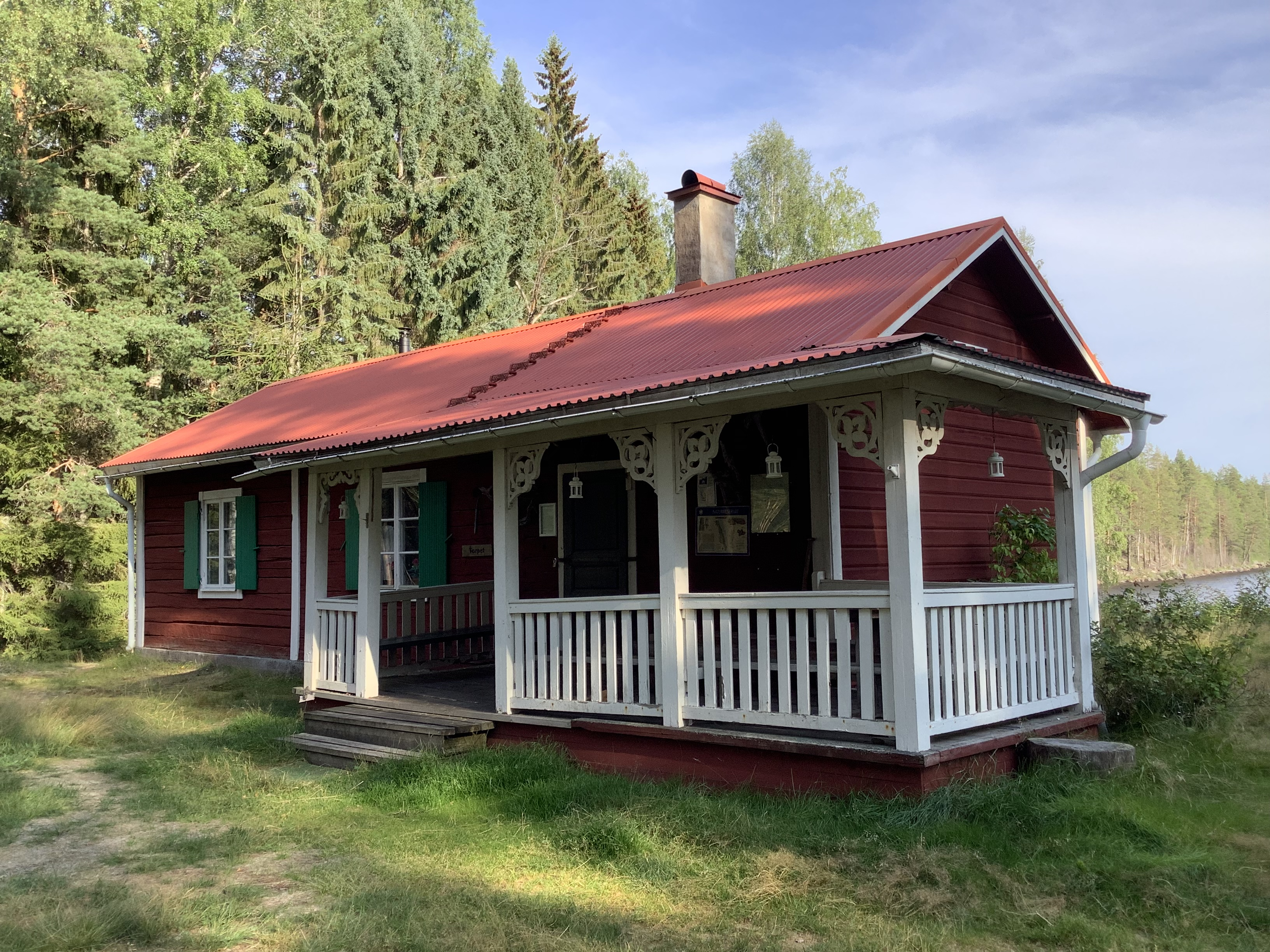
Vikstenstorpet vid Ängratörn.
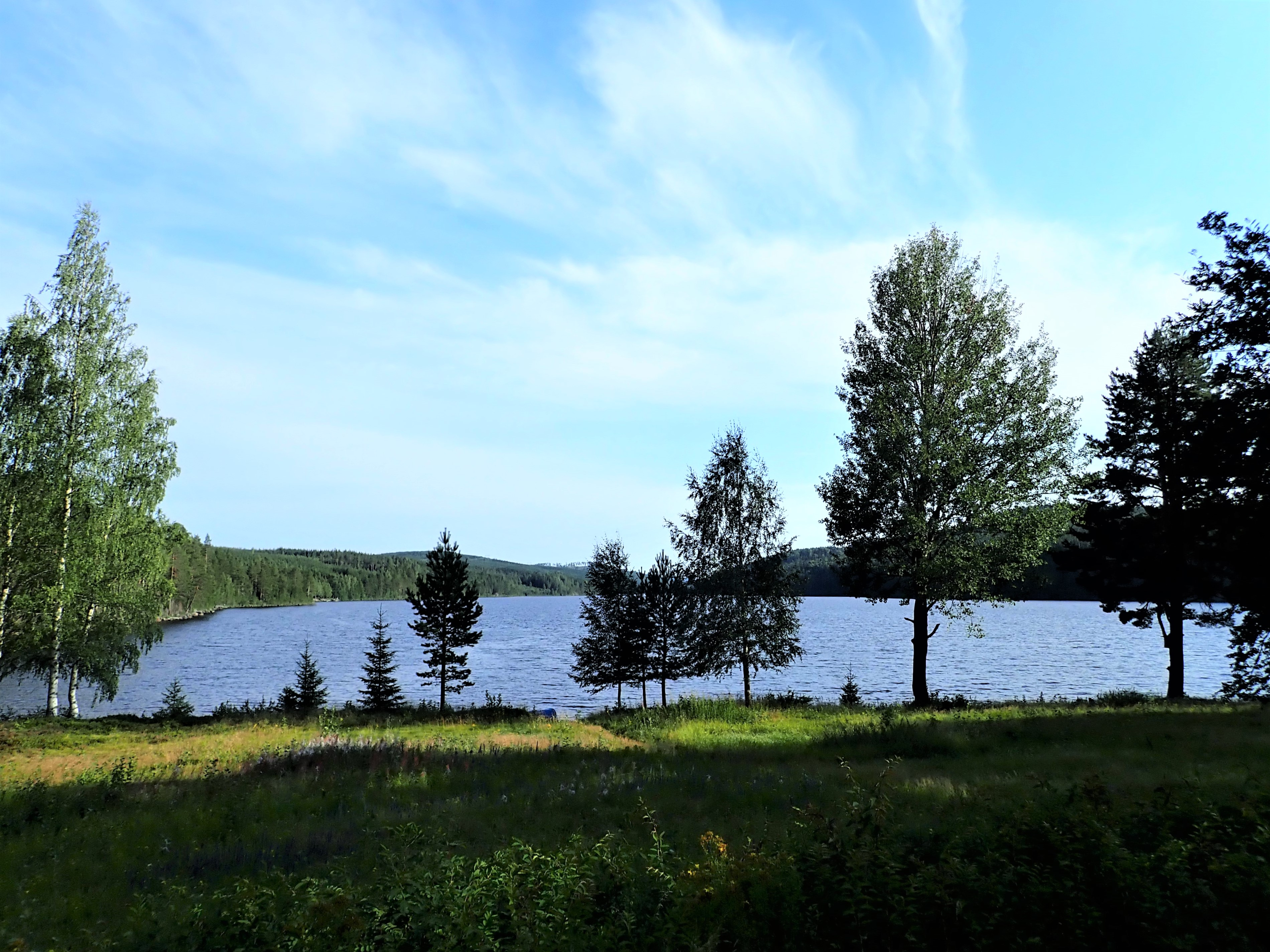
Utsikten från torpet.
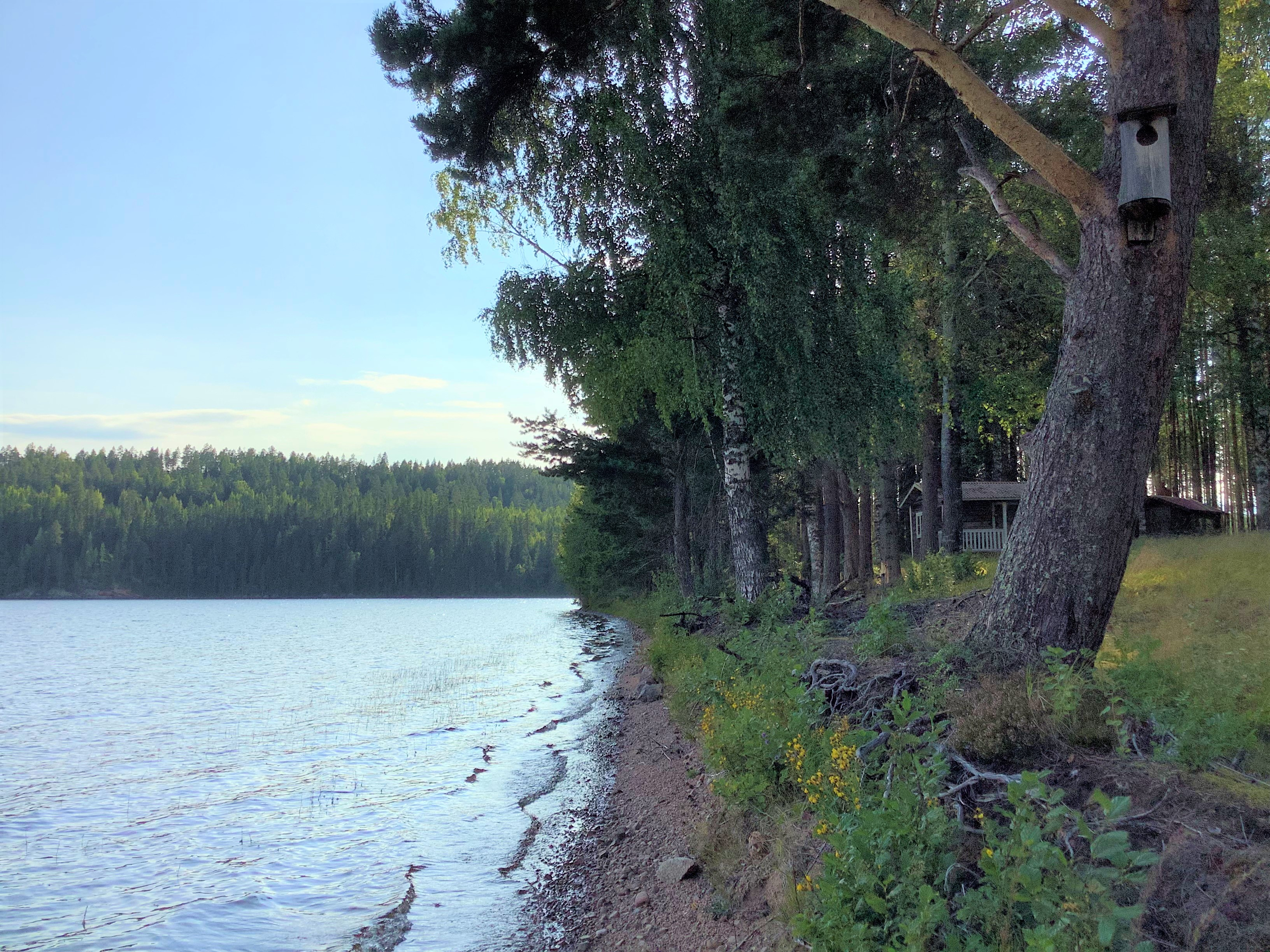
Författarens skrivarlya skymtar mellan träden.